# Lingapura, Mulbagal
Lingapura là một làng thuộc tehsil Mulbagal, huyện Kolar, bang Karnataka, Ấn Độ.